# Leucocelis canui
Leucocelis canui är en skalbaggsart som beskrevs av Franz Antoine 1988. Leucocelis canui ingår i släktet Leucocelis och familjen Cetoniidae. Inga underarter finns listade i Catalogue of Life.